# Lago de Palagnedra
O Lago Palagnedra é um lago artificial localizado no município de Palagnedra, cantão de Ticino, na Suíça.
O reservatório deste lago tem um volume de 4,26 m³ milhões e uma área de 0,25 km². A barragem no Rio Melezza que dá forma a este lago foi concluída em 1952 e apresenta uma altura de 72 m.